# 국도 제2호선 (미국)
미국 국도 제 2호선 (U.S. Route 2)은 미국 북부의 동서를 연결하는 연장 2,571 mi (4,138 km)의 국도이다. 미국의 동서 구간 국도 중 가장 북쪽에 위치해 있다.
국도 제2호선은 두 가지 구간으로 분류되어 있어, 워싱턴주~미시간주를 연결하는 서부 구간(Western segment)과 뉴욕주~메인주를 연결하는 동부 구간(Eastern segment)으로 나뉜다. 이렇게 구간이 나눠진 이유는 중부 구간이 오대양과 캐나다를 통과하기 때문이다. 두 구간은 1926년의 국도 계획에서 분리되도록 설계되었다.
국도 제2호선 서부 구간은 (I-5) 워싱턴주 에버렛에서 (I-25) 미시간주 세인트이그마에 이르며 연장 2,112 mi (3,399 km)이다. 동부 구간은 (us11) 뉴욕주 Rouses Point에서 (i-95) 메인주 Houlton에 이르며 연장 460 mi (740 km)이다.

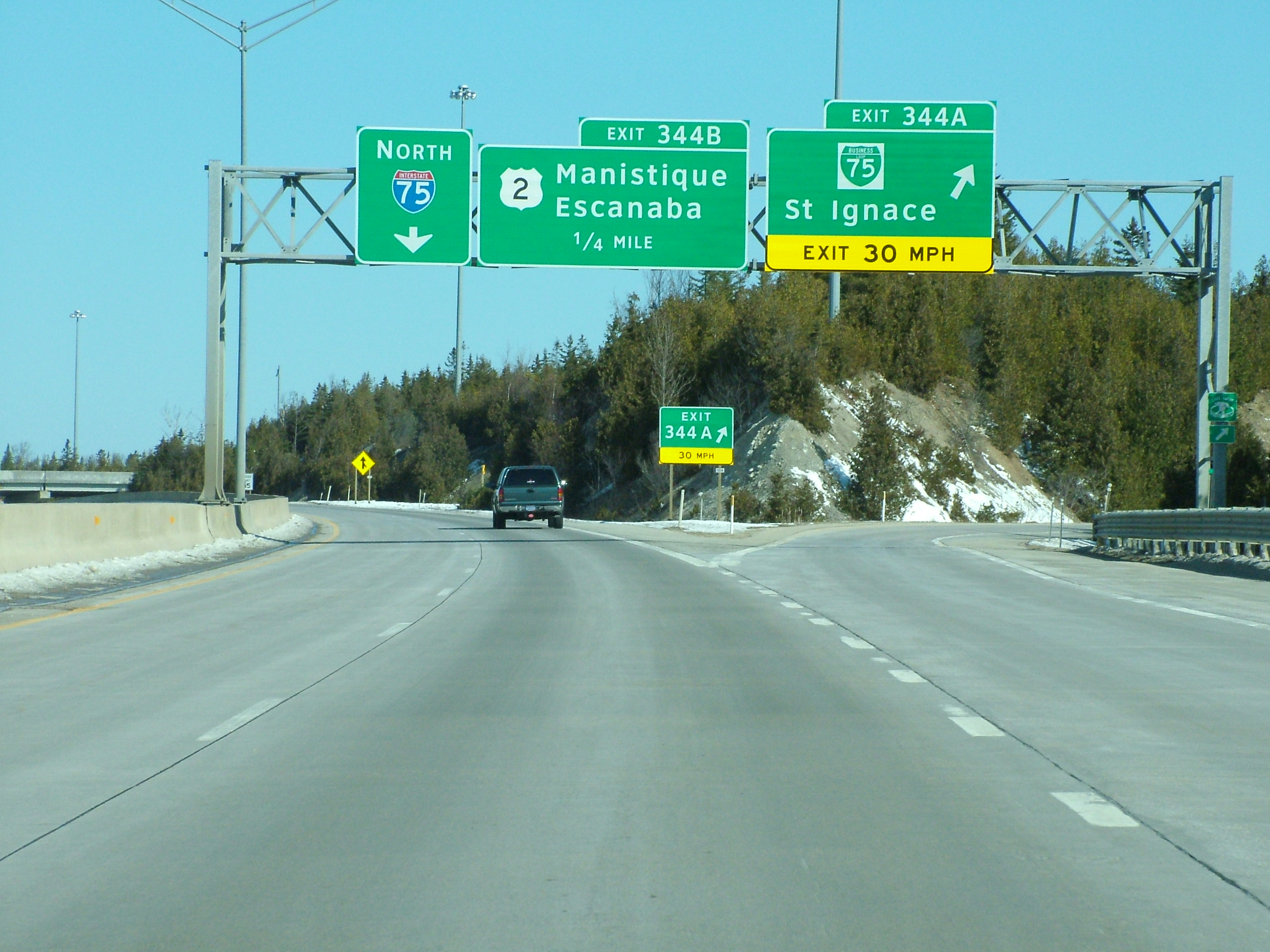
국도 2호선 서부 구간의 동쪽 끝 구간